# Neoseiulus tareensis
Neoseiulus tareensis är en spindeldjursart som först beskrevs av Schicha 1983.  Neoseiulus tareensis ingår i släktet Neoseiulus och familjen Phytoseiidae. Inga underarter finns listade i Catalogue of Life.